# Tự hại
Tự hại, còn được gọi là tự gây hại, tự gây thuơng tích, tự hủy hoại bản thân, được định nghĩa là việc cố ý trực tiếp làm tổn thương các mô của cơ thể, được thực hiện mà không có ý định tự tử. Các thuật ngữ khác như tự cắt và tự rạch đã được sử dụng cho bất kỳ hành vi tự hại nào bất kể ý định có tự tử hay không. Dạng tự hại phổ biến nhất là sử dụng vật sắc nhọn để cắt vào da. Các hình thức khác bao gồm hành vi như đốt, cào, hoặc đánh vào các bộ phận cơ thể. Trong khi các định nghĩa cũ hơn bao gồm các hành vi như can thiệp vào chữa lành vết thương, gãi da quá mức (dermatillomania), giật tóc (trichotillomania) và nuốt các chất độc hại hoặc các vật thể để tự hại mình, trong thuật ngữ hiện tại chúng được phân biệt với thuật ngữ tự hại.
Các hành vi liên quan đến lạm dụng thuốc và rối loạn ăn uống không được coi là tự gây hại vì tổn thương mô thường là tác dụng phụ không chủ ý. Mặc dù tự tử không phải là ý định tự hại, mối quan hệ giữa tự hại và tự tử là khá phức tạp, vì hành vi tự hại có thể đe dọa đến tính mạng. Cũng có nguy cơ tự sát gia tăng ở những cá nhân tự gây hại và tự hại xuất hiện trong 40-60% vụ tự tử. Tuy nhiên, việc tổng quát các cá nhân tự gây hại là có xu hướng thích tự tử, trong phần lớn các trường hợp, là không chính xác.
Mong muốn tự làm hại bản thân là một triệu chứng phổ biến của một số rối loạn nhân cách. Những người bị rối loạn tâm thần khác cũng có thể tự làm hại bản thân, bao gồm những người bị trầm cảm, rối loạn lo âu, lạm dụng chất kích thích, rối loạn ăn uống, rối loạn căng thẳng sau chấn thương, tâm thần phân liệt và rối loạn phân ly. Các nghiên cứu cũng hỗ trợ mạnh mẽ cho chức năng tự trừng phạt và bằng chứng khiêm tốn cho các chức năng chống phân ly, ảnh hưởng giữa các cá nhân, chống tự sát, tìm kiếm cảm giác và các chức năng ranh giới giữa các cá nhân. Tự làm hại bản thân cũng có thể xảy ra ở những người hoạt động tốt mà không có chẩn đoán cơ bản về sức khỏe tâm thần. Động cơ tự gây hại khác nhau. Một số người sử dụng nó như một cơ chế đối phó để giảm tạm thời những cảm giác dữ dội như lo lắng, trầm cảm, căng thẳng, tê liệt cảm xúc hoặc cảm giác thất bại. Tự làm hại bản thân thường đi kèm với tiền sử chấn thương, bao gồm cả lạm dụng tình dục và tình cảm. Có một số phương pháp khác nhau có thể được sử dụng để điều trị hành vi tự làm hại bản thân và tập trung vào điều trị nguyên nhân cơ bản hoặc điều trị chính hành vi. Các cách tiếp cận khác liên quan đến các kỹ thuật tránh, tập trung vào việc giữ cho cá nhân bận rộn với các hoạt động khác hoặc thay thế hành động tự làm hại bản thân bằng các phương pháp an toàn hơn không dẫn đến thiệt hại vĩnh viễn.
Tự làm hại bản thân phổ biến nhất trong độ tuổi từ 12 đến 24. Tự làm hại bản thân phổ biến hơn ở nữ giới so với nam giới với nguy cơ này cao hơn 5 lần ở nhóm 12–15 tuổi. Tự làm tổn hại bản thân trong thời thơ ấu tương đối hiếm nhưng tỷ lệ này đang gia tăng kể từ những năm 1980. Tự làm hại bản thân cũng có thể xảy ra ở những người cao tuổi. Nguy cơ bị thương nặng và tự tử cao hơn ở những người lớn tuổi tự làm hại bản thân. Động vật nuôi nhốt, chẳng hạn như chim và khỉ, cũng được biết là tham gia vào hành vi tự làm hại bản thân.